# Sammy Davis (coureur)

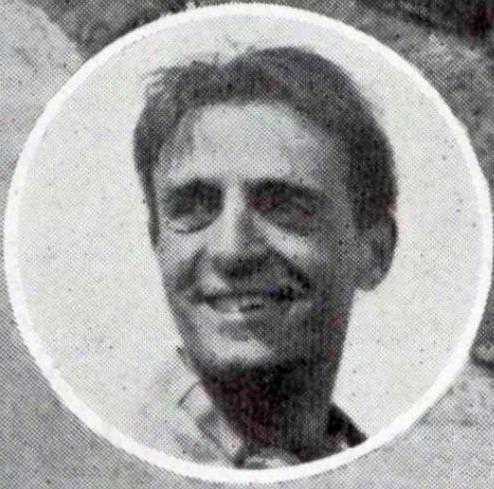
Sammy Davis

Sydney Charles Houghton (Sammy) Davis (Londen, 9 januari 1887 – Guildford, 9 januari 1981) was een Britse autocoureur. Hij was de vader van Colin Davis.
In 1927 won hij samen met Dudley Benjafield in een Bentley 3 Litre de 24 uur van Le Mans. Na de Tweede Wereldoorlog adviseerde hij bij de aanleg van het circuit van Zandvoort.